# 医王寺 (久留米市)
医王寺（いおうじ）は、福岡県久留米市寺町に所在する高野山真言宗寺院。本尊は薬師如来。山号は瑠璃光山。
明治時代の神仏分離令により、現在の筑後三十三観音霊場第16番札所である。

## 歴史
- 元和7年（1621年）に快宣が久留米藩主有馬豊氏から寺地を拝領され、久留米藩主家有馬氏の祈願寺院として創建されたとする。一方で｢寺院明細帳｣では慶長5年（1600年）の開基ともしている。
- 明暦3年（1657年）に当寺住持が京都嵯峨の大覚寺より権大僧都法印に補任される。
- 明治時代の神仏分離令により、五穀神社と、その神宮寺で筑後三十三観音霊場第16番札所でもある円通寺が分離され、円通寺の本尊の如意輪観音や農耕神婆珊婆底主夜神の絵像や厨子などを当寺が引き継ぐ。このため、筑後三十三観音霊場第16番札所となる。